# Европско првенство у атлетици на отвореном 1946 — 200 метара за жене
Трка на 200 м у женској конкуренцији на 3. Европском првенству у атлетици 1946. одржана је 24. и 25. августа на стадиону Бислет у Ослу.
Титулу освојену у Пааризу 1938, бранила  је Станислава Валасјевич  из Пољске.

## Земље учеснице
Учествовало је 14 такмичарки из 8 земаља.
1. Данска (1)
2. Норвешка (2)
3. Пољска (3)
4. Совјетски Савез (1)
5. Уједињено Краљевство (3)
6. Француска (1)
7. Чехословачка (2)
8. Шведска (1)

## Рекорди
| Рекорди пре почетка Европског првенства 1946. | Рекорди пре почетка Европског првенства 1946. | Рекорди пре почетка Европског првенства 1946. | Рекорди пре почетка Европског првенства 1946. | Рекорди пре почетка Европског првенства 1946. | Рекорди пре почетка Европског првенства 1946. |
| --------------------------------------------- | --------------------------------------------- | --------------------------------------------- | --------------------------------------------- | --------------------------------------------- | --------------------------------------------- |
| Светски рекорд                                | Станислава Валасјевич Пољска                  | 23,6                                          | Варшава Пољска                                | 4. август 1936.                               |                                               |
| Европски рекорд                               | Станислава Валасјевич Пољска                  | 23,6                                          | Варшава Пољска                                | 4. август 1936.                               |                                               |
| Рекорди Европских првенстава                  | Станислава Валасјевич Пољска                  | 23,8                                          | Париз Француска                               | 18. септембар 1938.                           |                                               |

## Освајачи медаља
|                         |                                        |                     |
| Јевгенија Сеченова СССР | Винифред Џордан Уједињено Краљевство\| | Леа Корла Француска |

## Резултати

### Квалификације
У квалификацијама одржаним 24. августа такмичарке су биле подељене у 4 квалификационе групе. У полуфинале су се пласирале по три првопласиране из сваке групе (КВ).
| Место | Група | Атлетичарка           | Земља                | Резултат | Бел. |
| ----- | ----- | --------------------- | -------------------- | -------- | ---- |
| 1.    | 1     | Леа Корла             | Француска            | 25,2     | КВ   |
| 2,    | 4     | Јевгенија Сеченова    | Совјетски Савез      | 25,2     | КВ   |
| 3.    | 1     | Станислава Валасјевич | Пољска               | 25,4     | КВ   |
| 4.    | 1     | Винифред Џордан       | Уједињено Краљевство | 25,7     | КВ   |
| 5.    | 2     | Марит Хемстад         | Норвешка             | 25,9     | КВ   |
| 6.    | 2     | Силвија Чизман        | Уједињено Краљевство | 26,0     | КВ   |
| 7.    | 1.    | Вера Бемова           | Чехословачка         | 26,2     |      |
| 8.    | 3     | Џојс Џад              | Уједињено Краљевство | 26,3     | КВ   |
| 9.    | 1     | Хилде Никсен          | Данска               | 26,6     | НР   |
| 10.   | 1     | Мјечислава Модер      | Пољска               | 26,9     | КВ   |
| 11.   | 2     | Дана Хиклова          | Чехословачка         | 27,1     |      |
| 12.   | 2     | Солвејг Томс          | Норвешка             | 27,2     | КВ   |
| 13.   | 3     | Ан-Брит Лејман        | Шведска              | 27,3     | КВ   |
| 14.   | 3     | Јадвига Сломчењска    | Пољска               | 27,6     | КВ   |

### Полуфинале
Полуфинала такмичења одржана су у 24. августа у 19,40. За финале су се пласирале три првопласиране из сбе полуфиналне групе. (КВ)
| Место | Група | Атлетичар             | Земља                | Резултат | Бел. |
| ----- | ----- | --------------------- | -------------------- | -------- | ---- |
| 1.    | 2     | Јевгенија Сеченова    | Совјетски Савез      | 25,1     | КВ   |
| 2.    | 1     | Леа Корла             | Француска            | 25,5     | КВ   |
| 3.    | 1     | Винифред Џордан       | Уједињено Краљевство | 25,5     | КВ   |
| 4.    | 2     | Марит Хемстад         | Норвешка             | 25,7     | КВ   |
| 5.    | 2     | Ан-Брит Лејман        | Шведска              | 25,8     | КВ   |
| 6.    | 1     | Силвија Чизман        | Уједињено Краљевство | 25,8     | КВ   |
| 7.    | 2     | Станислава Валасјевич | Пољска               | 26,0     |      |
| 8.    | 2     | Џојс Џад              | Уједињено Краљевство | 26,1     |      |
| 9.    | 2.    | Мјечислава Модер      | Пољска               | 26,2     |      |
| 10.   | 1.    | Дана Хиклова          | Чехословачка         | 26,3     |      |
| 11.   | 1.    | Солвејг Томс          | Норвешка             | 27,0     |      |
| -     | 1.    | Јадвига Сломчевска    | Пољска               | НС       |      |

## Финале
Финална трка је одржана 25. августа.
| Место | Атлетичар          | Земља                | Резултат | Бел. |
| ----- | ------------------ | -------------------- | -------- | ---- |
|       | Јевгенија Сеченова | Совјетски Савез      | 25,4     |      |
|       | Винифред Џордан    | Уједињено Краљевство | 25,6     |      |
|       | Леа Корла          | Француска            | 25,5     |      |
| 4     | Марит Хемстад      | Норвешка             | 25,7     |      |
| 5     | Силвија Чизман     | Уједињено Краљевство | 25,8     |      |
| 6     | Ан-Брит Лејман     | Шведска              | 26,2     |      |

## Укупни биланс медаља у трци на 200 метара за жене после 3. Европског првенства 1938—1946.[2]
|    | Земља                | Злато | Сребро | Бронза | Укупно |
| -- | -------------------- | ----- | ------ | ------ | ------ |
| 1. | Пољска               | 1     | 0      | 0      | 1      |
| 2. | Совјетски Савез      | 1     | 0      | 0      | 1      |
| 3, | Немачка}             | 0     | 1      | 0      | 1      |
| 3, | Уједињено Краљевство | 0     | 1      | 0      | 1      |
| 5. | Холандија            | 0     | 0      | 1      | 1      |
| 5. | Француска            | 0     | 0      | 1      | 1      |
|    | Укупно {6}           | 2     | 2      | 2      | 6      |

|                                         | Земља                                   | Злато                                   | Сребро                                  | Бронза                                  | Укупно                                  |
| Није био вишеструких освајачица медаља. | Није био вишеструких освајачица медаља. | Није био вишеструких освајачица медаља. | Није био вишеструких освајачица медаља. | Није био вишеструких освајачица медаља. | Није био вишеструких освајачица медаља. |
| --------------------------------------- | --------------------------------------- | --------------------------------------- | --------------------------------------- | --------------------------------------- | --------------------------------------- |